# أميريكوربس
أميريكوربس /əˈmɛrɪkɔːr/ ə-MERR-ih-kor ؛ (رسميًا مؤسسة الخدمة الوطنية والمجتمعية أو (CNCS) هي وكالة مستقلة تابعة لحكومة الولايات المتحدة تشرك أكثر من خمسة ملايين أمريكي في الخدمة من خلال مجموعة متنوعة من برامج العمل التطوعي المدفوعة في العديد من القطاعات. تشمل هذه البرامج أميريكوربس فيستا و فيلق المجتمع المدني الوطني وأمريكوربس ستات أند ناشيونال و كبار السن في أميريكوربس وصندوق المتطوعين ومبادرات الخدمة الوطنية الأخرى.  مهمة الوكالة هي "تحسين الحياة، وتعزيز المجتمعات، وتعزيز المشاركة المدنية من خلال الخدمة والعمل التطوعي".  تم إنشاؤه بموجب قانون صندوق الخدمة الوطنية والمجتمعية لعام 1993.  في سبتمبر 2020، أعادت الوكالة تسمية نفسها لتصبح أميريكوربس، على الرغم من أن اسمها الرسمي لم يتغير. 

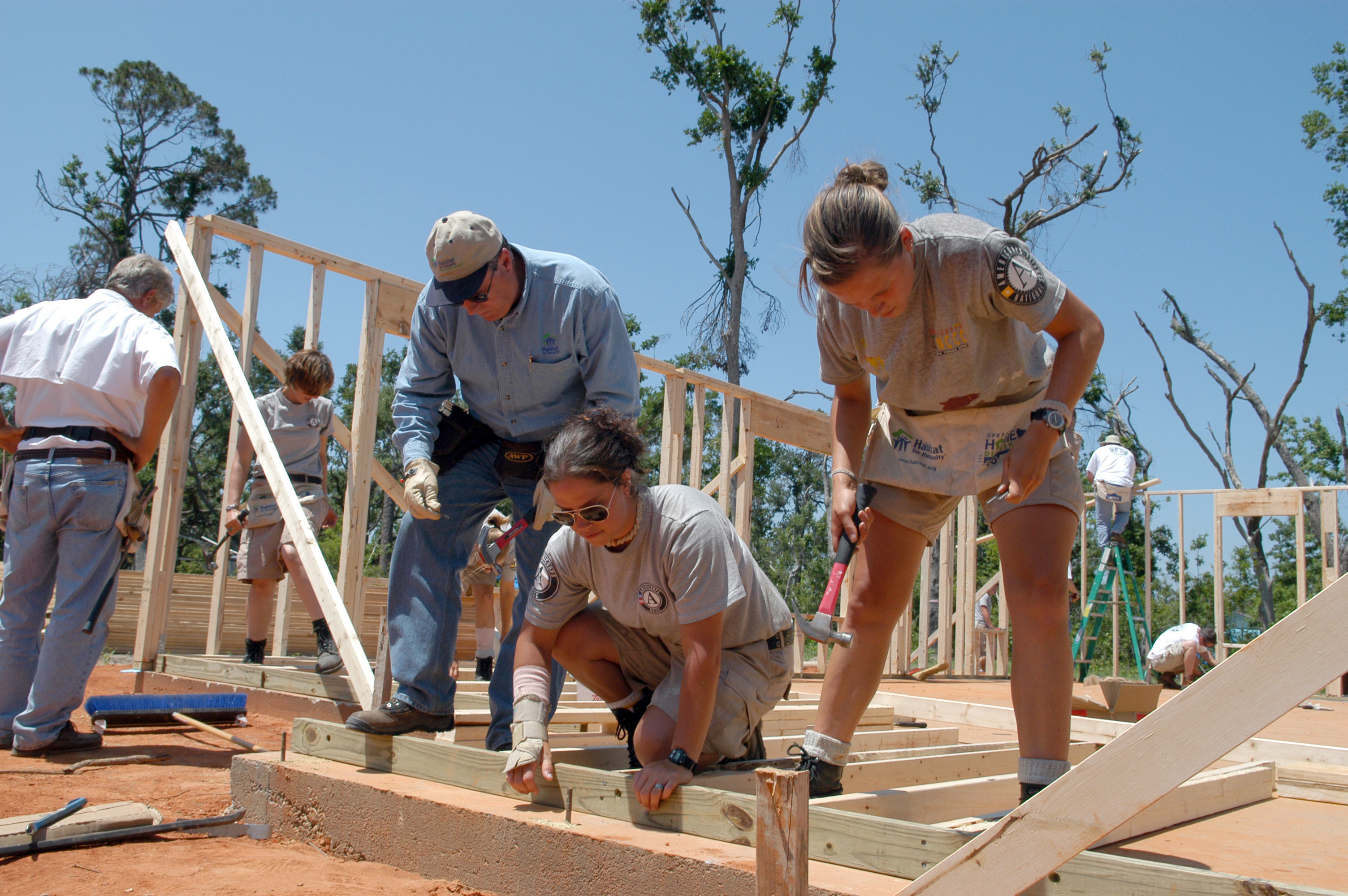
متطوعون من أميريكور في ولاية ميسيسيبي

### برامج أخرى
- يوم خدمة مارتن لوثر كنج
- 11 سبتمبر، اليوم الوطني للخدمة والذكرى
- جائزة الرئيس للعمل التطوعي
- برنامج منحة الحرية الرئاسية
- تعلم وخدمة أمريكا (توقف)

## أنظر أيضا
- خدمة المجتمع
- الخدمة الوطنية في الولايات المتحدة
- تعلم الخدمة
- جيرالد والبين